# Cavar

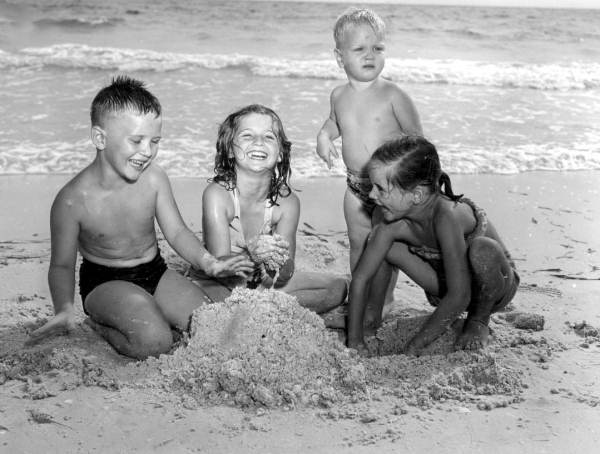
Niños cavando en la arena por juego.

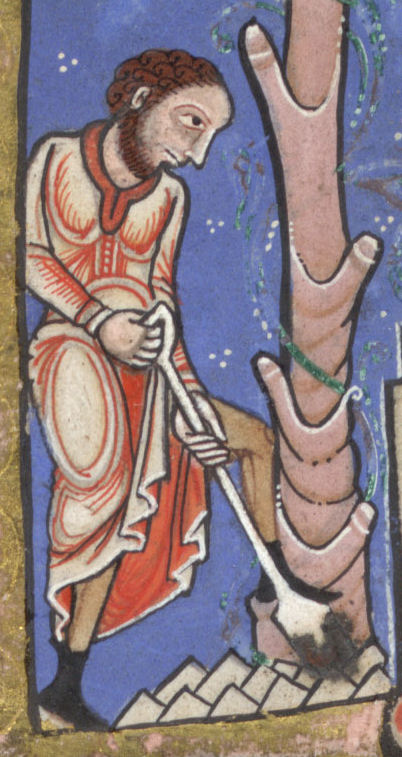
Ilustración del Salterio Hunter (ca. 1170) que representa a un campesino cavando.

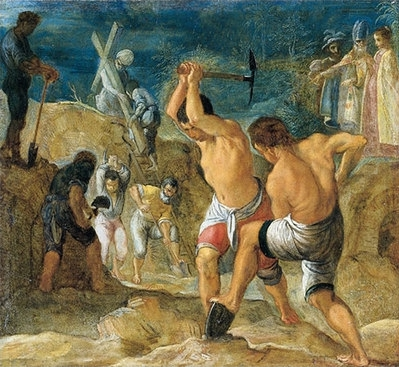
Predela de La exaltación de la Vera Cruz, de Adam Elsheimer, 1603-1605.

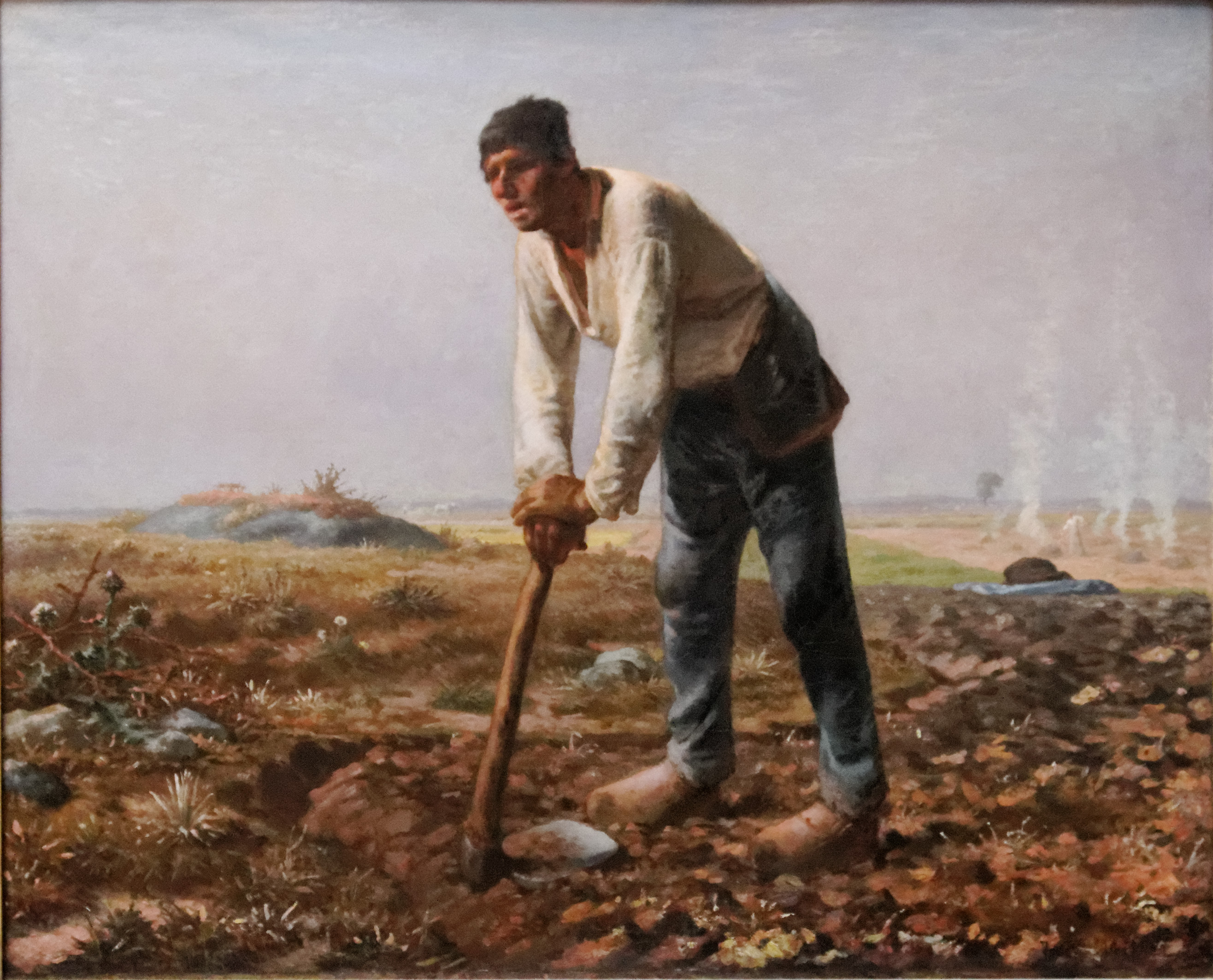
Hombre con azada, de Jean-François Millet, 1863.

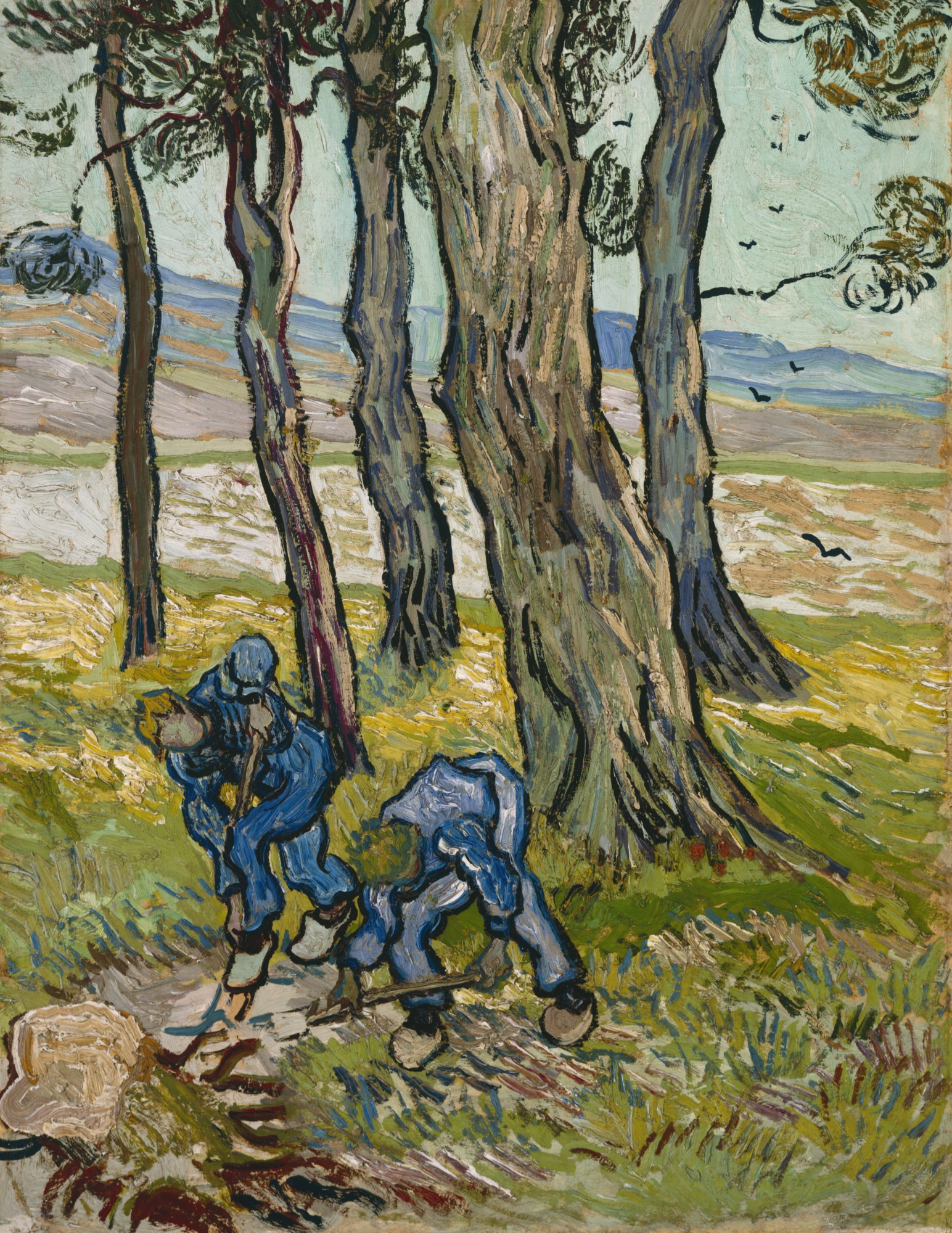
Los cavadores, de Vincent van Gogh, 1889.

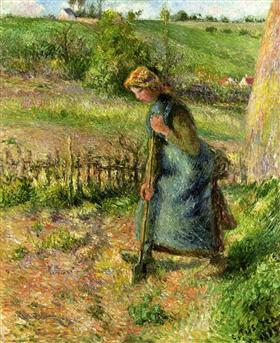
Mujer cavando, de Camille Pissarro, 1883.

Cavar es el proceso por el que se remueve material de una superficie sólida, generalmente el suelo, utilizando herramientas o los propios miembros. El cavado consiste en la combinación de dos procesos: el primero romper la superficie y el segundo desplazar el material arrancado. En la forma más simple, ambos procesos se ejecutan con una combinación de movimientos que permite usar la misma herramienta de cavado para ello.

## Actividad animal
Muchos animales, denominados fosoriales, tienen el comportamiento de cavar como una adaptación que les permite modificar su medio para construir madrigueras o estructuras más complejas que además de la función de refugio sirven para la regulación de temperatura (hormigas, topos, conejos), para obtener comida (jabalíes) o agua (elefantes), para almacenar reservas de comida (ardillas) o para ocultar los excrementos (perros).

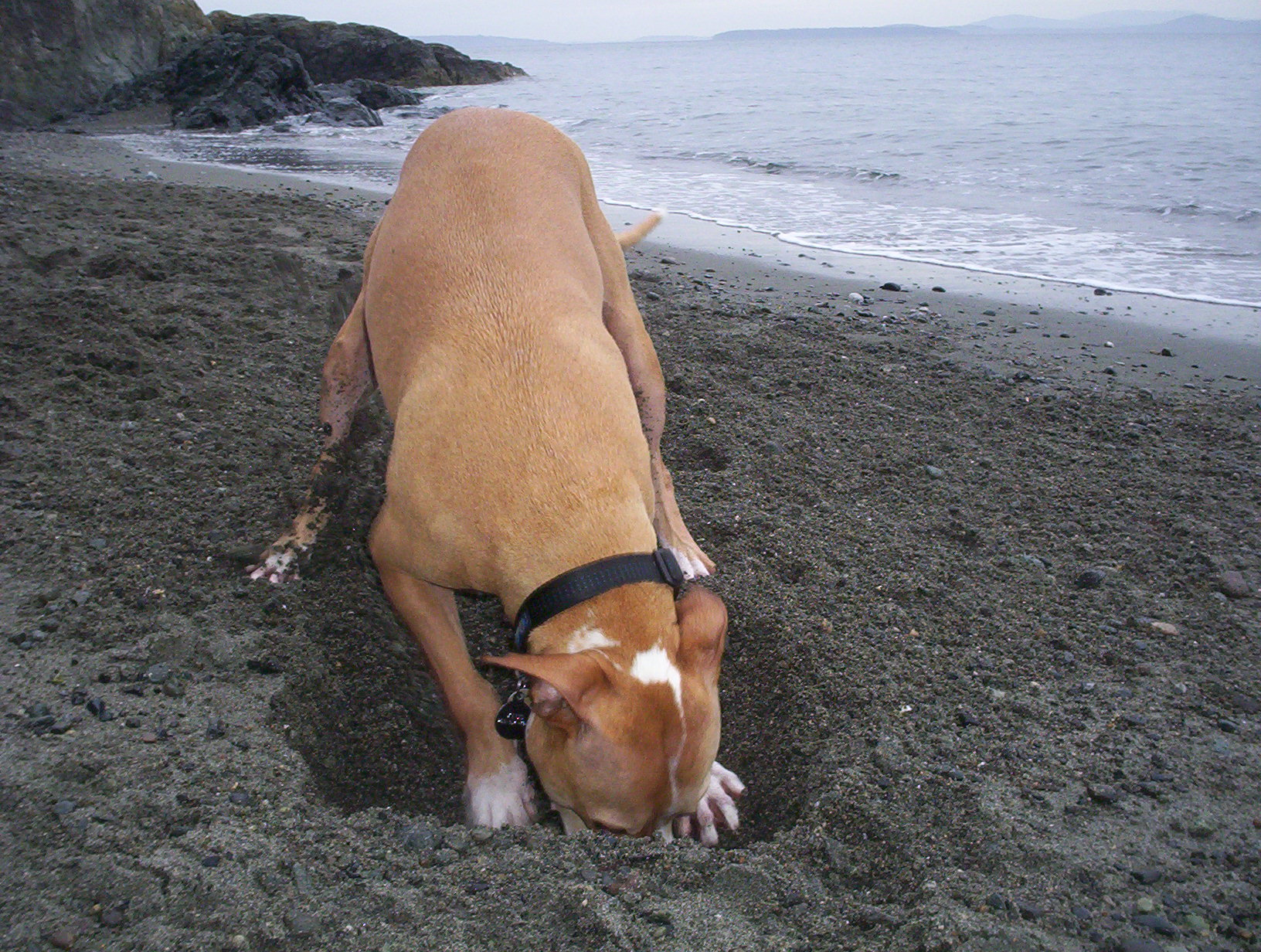
Perro cavando.

## Actividad humana

### Postura y herramientas de cavado - Dragado y construcción
La actividad humana de cavar es un trabajo que puede destinarse a cualquier fin, como el dragado y la construcción (hoyos, zanjas, pozos, túneles, acequias, canales); pero el que describe el Diccionario de la Lengua parece referirse sobre todo a la faena agrícola, a tenor de las herramientas especificadas: "levantar y mover la tierra con la azada, el azadón u otro instrumento semejante." Las expresiones coloquiales "doblar el lomo" o "doblar el espinazo" identifican la postura necesaria para cavar como el trabajo esforzado por antonomasia, vinculándolo incluso con la condición "humilde" de quien lo hace, por "humillarse" acercándose a la tierra (humus en latín).
En superficies más duras que la tierra de labranza se utilizan herramientas como el pico y la pala. La mecanización permite formas mucho más tecnificadas: las excavadoras.
El Diccionario de la Lengua no hace una diferencia total entre la actividad agrícola de cavar y otras más profundas como las que propone en la segunda definición de "excavar" ("hacer en el terreno hoyos, zanjas, desmontes, pozos o galerías subterráneas"); puesto que la tercera definición es plenamente agrícola: "quitar la tierra de alrededor de las plantas para beneficiarlas". En cuanto a la primera definición ("quitar de una cosa sólida parte de su masa o grueso, haciendo hoyo o cavidad en ella") se refiere a otro tipo de actividad (la talla de madera -con otras herramientas, como la azuela-).

### Cavado agrícola
El cavado manual con aperos de labranza tradicionales (como los citados azadón y azada) se limita a la agricultura tradicional o de subsistencia en parcelas de reducido tamaño o de productos delicados, como huertas o frutales. Es una tarea similar a la que realiza el arado en grandes superficies. En la agricultura primitiva se utilizaban instrumentos incluso más simples, como el palo cavador (que tiene un origen incluso más antiguo que la propia agricultura).

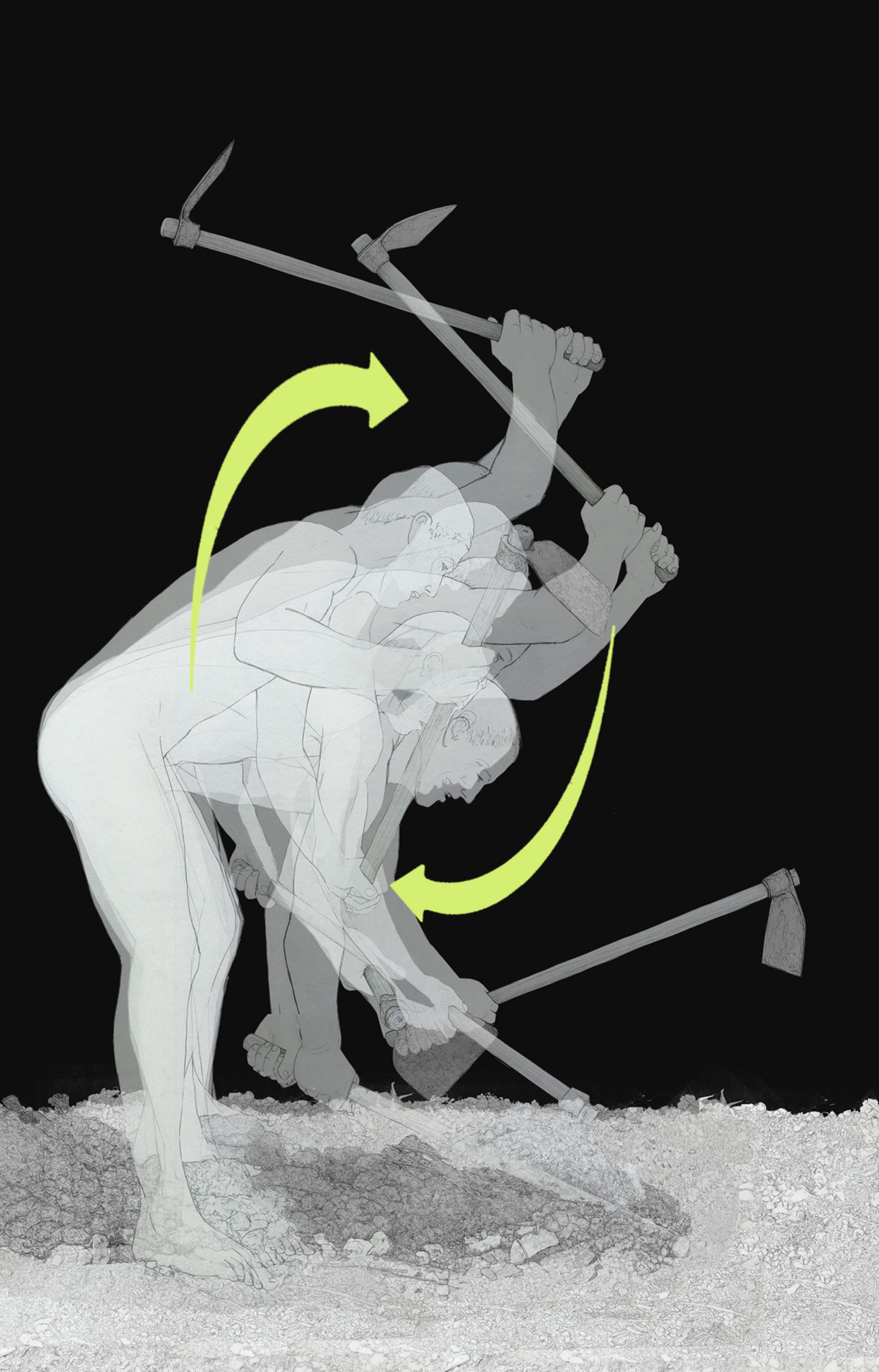
Movimientos de un hombre cavando con una azada o azadón. Museu Valencià d'Etnologia.

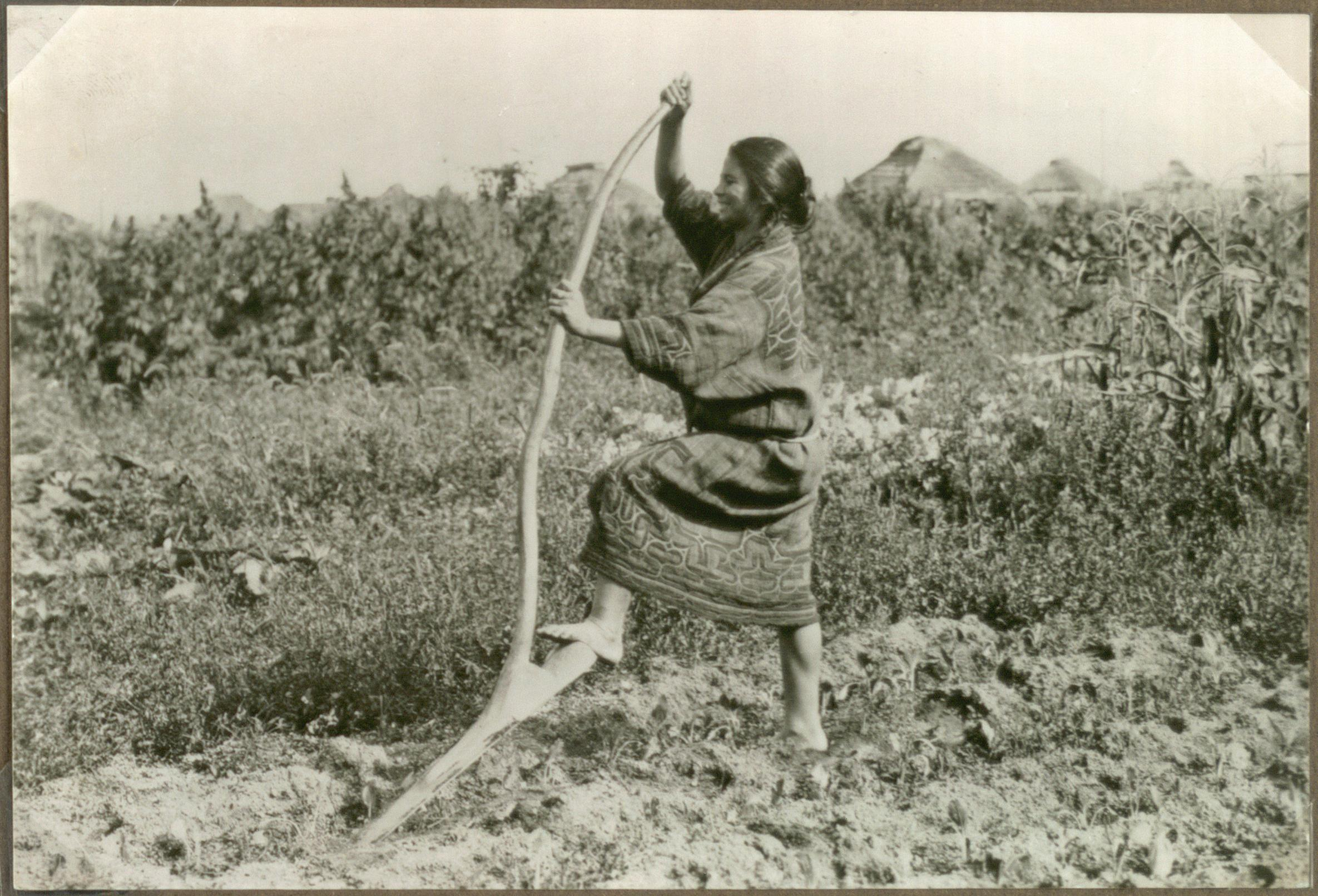
Campesina japonesa usando un palo cavador. Fotografía de 1937.

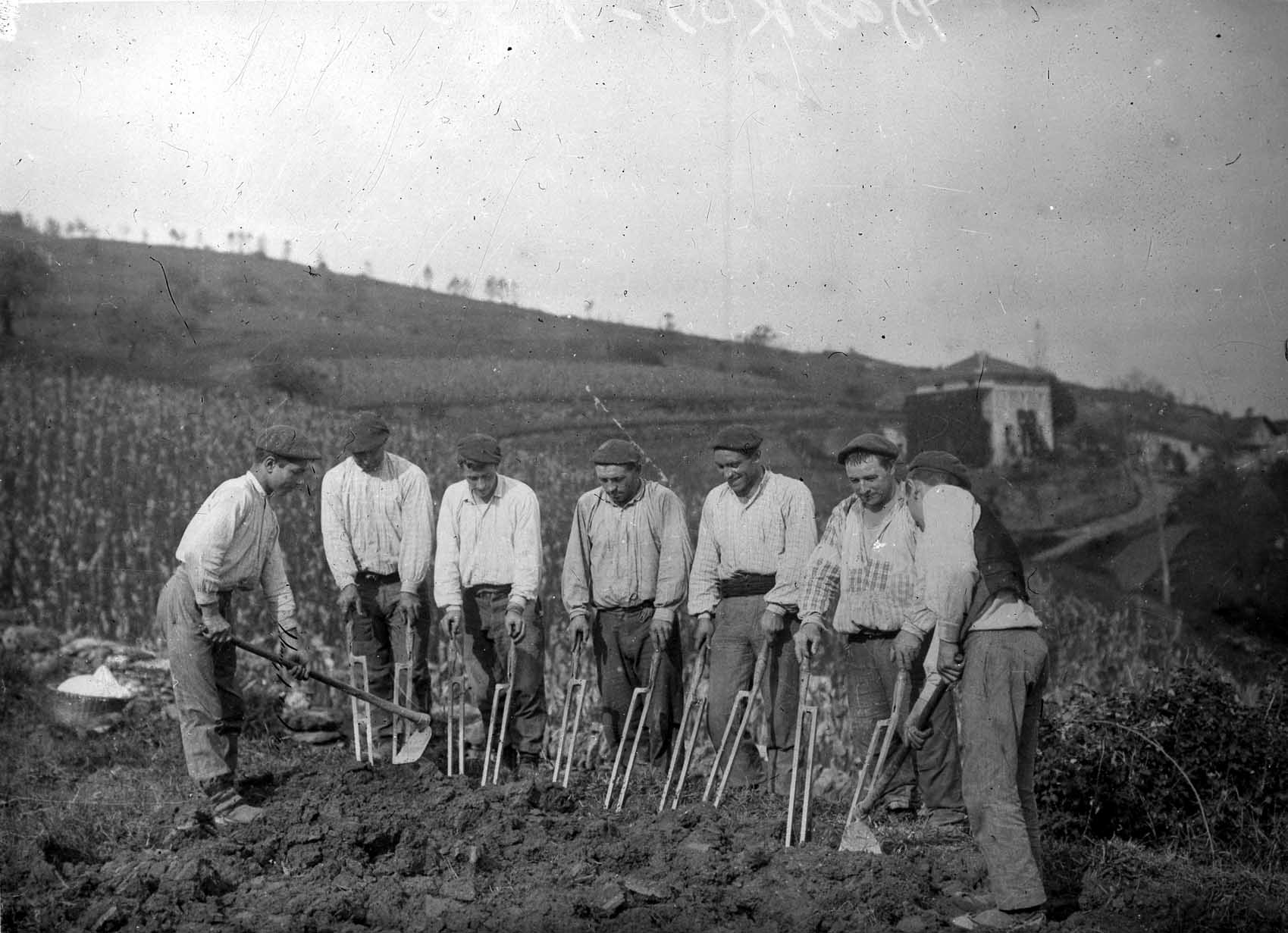
Campesinos vascos utilizando layas y azadones, en una fotografía sin datar.

### Excavaciones militares
Cavar ha sido históricamente (y continúa siendo) una actividad militar frecuente, y de las que ponen al combatiente en una situación más penosa y exigente físicamente.

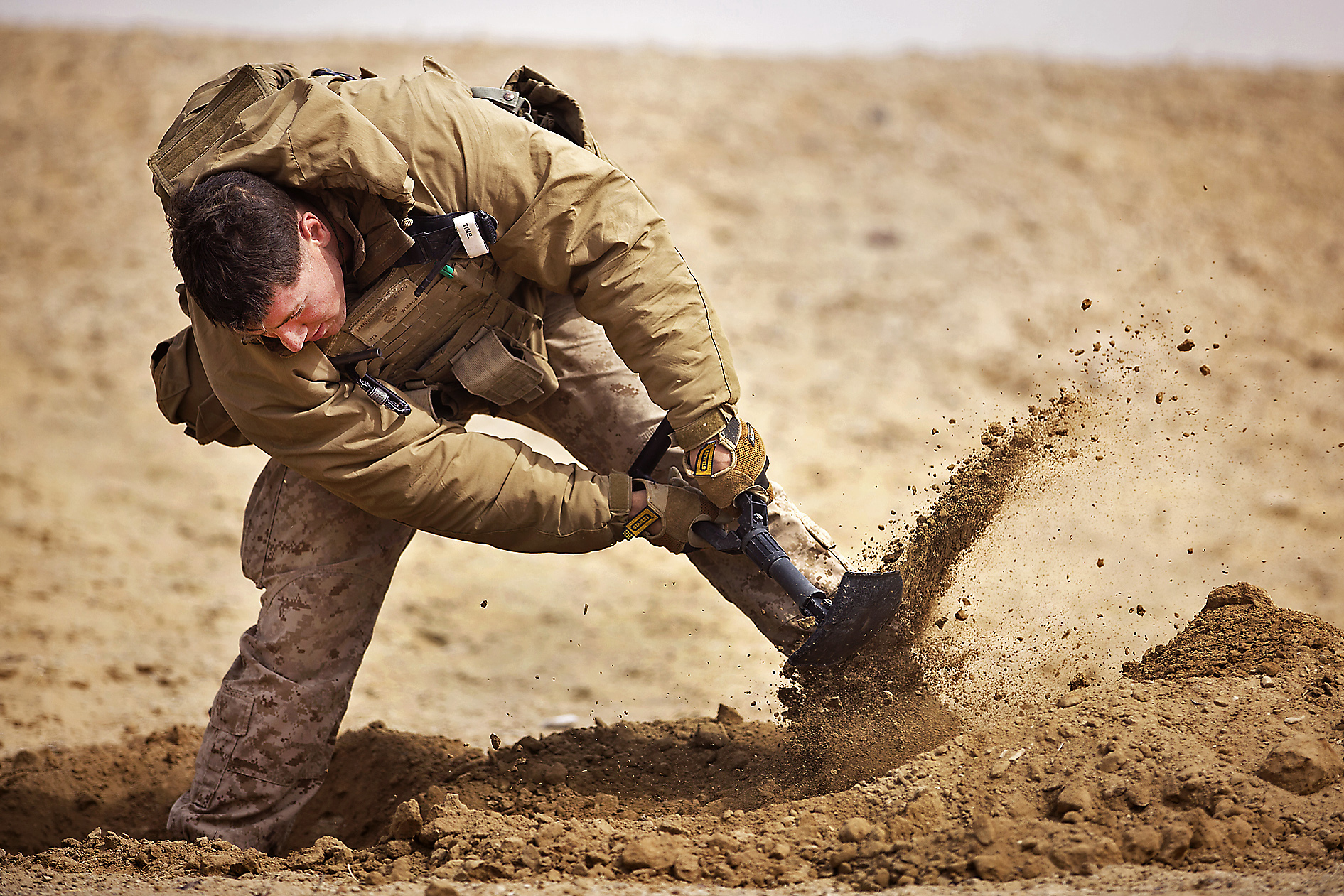
Militar cavando.

### Excavaciones funerarias
Los distintos tipos de enterramiento son característicos de las distintas culturas humanas, aunque no es el único ritual funerario.

... si bien algunos animales logran construir algunas herramientas y estructurar algún tipo de lenguaje, podemos decir que el el hombre es el único animal que entierra a sus muertos.
Louis-Vincent Thomas

Más allá de su repercusión en el desarrollo de la cultura humana, se ha propuesto que cavar fosas para enterrar a los muertos puede ser una adaptación seleccionada por sus ventajas materiales: dificulta la difusión de enfermedades y que los depredadores localicen a los grupos humanos y se habitúen a su consumo.

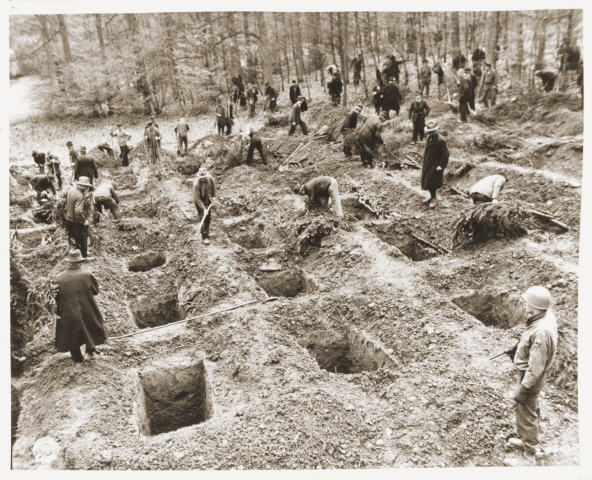
Cavando tumbas en Alemania al final de la II Guerra Mundial.

### Excavaciones mineras

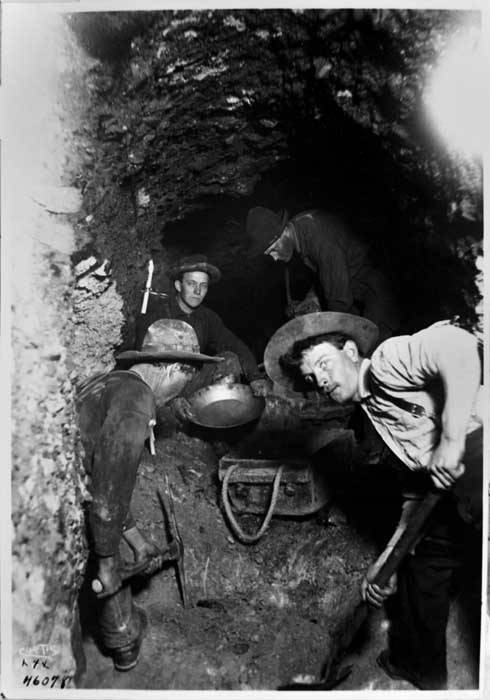
Mineros cavando en una mina estadounidense ca. 1900.

Tanto en las canteras y otras explotaciones a cielo abierto como en pozos mineros, son esenciales las actividades de picar y cavar, realizadas manualmente o con maquinaria.[cita requerida]

### Excavaciones científicas
La arqueología, la paleontología y la geología, entre otras ciencias, utilizan métodos científicos de excavación.

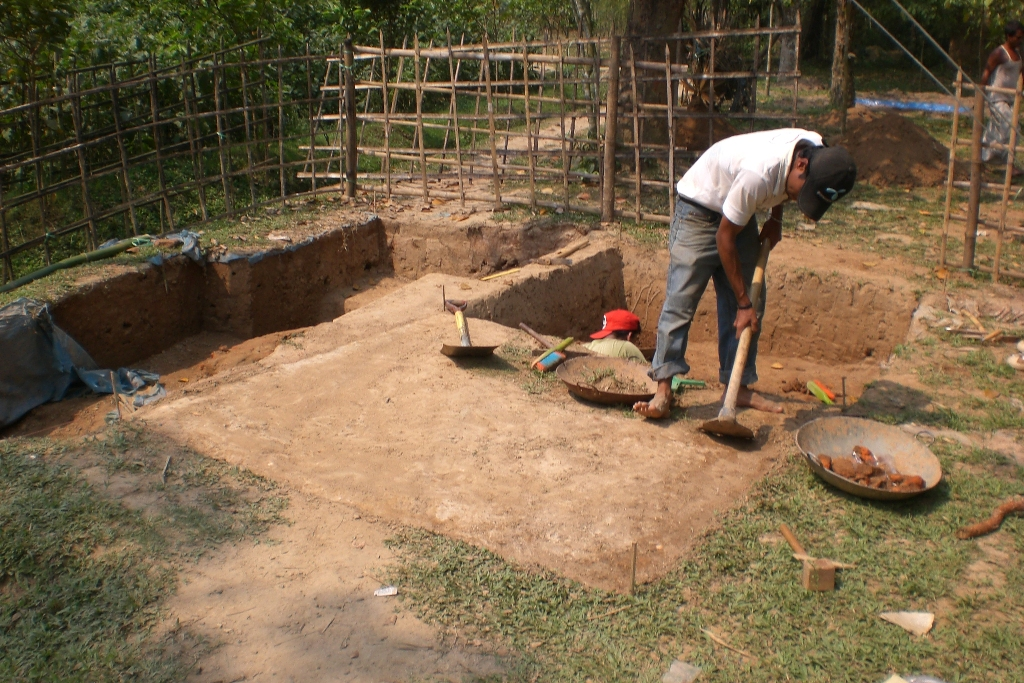
Excavación arqueológica en Bangladés

## "Cavadores", movimiento social
Los diggers ("cavadores") fueron un movimiento social, originado entre los disidentes radicales religiosos (dissenters) de la Revolución inglesa del siglo XVII, que pretendía ir más allá en la igualdad social de lo que proponían los levellers ("niveladores").